# Grammy Awards 1973
La 15ª edizione dei Grammy Awards si è svolta il 3 marzo 1973 presso il Tennessee Theatre di Nashville, Tennessee.

## Vincitori e candidati

### Categorie principali

#### Registrazione dell'anno
- The First Time Ever I Saw Your Face - Roberta Flack; Joel Dorn (produttore)
- Alone Again (Naturally) - Gilbert O'Sullivan; Gordon Mills e Gilbert O'Sullivan (produttori)
- American Pie - Don McLean; Ed Freeman (produttore)
- Song Sung Blue - Neil Diamond; Tom Catalano e Neil Diamond (produttori)
- Without You - Harry Nilsson; Richard Perry (produttore)

#### Canzone dell'anno
- The First Time Ever I Saw Your Face, scritta da Ewan MacColl, cantata da Roberta Flack
- Alone Again (Naturally), scritta e cantata da Gilbert O'Sullivan
- American Pie, scritta e cantata da Don McLean
- Song Sung Blue, scritta e cantata da Neil Diamond
- The Summer Knows, scritta da Alan Bergman, Marilyn Bergman e Michel Legrand, cantata da Michel Legrand

#### Album dell'anno
- The Concert for Bangladesh - George Harrison & Friends (Ravi Shankar, Bob Dylan, Leon Russell, Ringo Starr, Billy Preston, Eric Clapton E Klaus Voormann)
- American Pie - Don McLean
- Jesus Christ Superstar (Original Broadway Cast Recording) - Vari artisti
- Moods - Neil Diamond
- Nilsson Schmilsson - Harry Nilsson

#### Miglior artista esordiente
- America
- The Eagles
- John Prine
- Loggins and Messina
- Harry Chapin

### Pop

#### Miglior interpretazione pop vocale femminile
- Helen Reddy - I Am Woman
- Roberta Flack - Quiet Fire
- Aretha Franklin - Day Dreaming
- Carly Simon - Anticipation
- Barbra Streisand - Sweet Inspiration/Where You Lead

#### Miglior interpretazione pop vocale maschile
- Harry Nilsson - Without You
- Gilbert O'Sullivan - Alone Again (Naturally)
- Don McLean - American Pie
- Mac Davis - Baby, Don't Get Hooked on Me
- Sammy Davis, Jr. - The Candy Man

#### Miglior interpretazione pop vocale di un gruppo/duo
- Where Is the Love - Roberta Flack & Donny Hathaway

### R&B

#### Miglior canzone R&B
- Papa Was a Rollin' Stone, scritta da Barrett Strong e Norman Whitfield, eseguita da The Temptations
- Freddie's Dead, scritta ed eseguita da Curtis Mayfield
- Me & Mrs. Jones, scritta da Kenneth Gamble, Leon Huff e Cary Gilbert, eseguita da Billy Paul
- Back Stabbers, scritta da Leon Huff, Gene McFadden e John Whitehead, eseguita da The O'Jays
- Everybody Plays the Fool, scritta da Rudy Clark, J.R. Bailey e Kenny Williams, eseguita da The Main Ingredient